# Seguiment de dits
El seguiment de dits és una tècnica d'alta resolució utilitzada en el camp de la tecnologia i el processament de la Imatge digital per conèixer quin ha estat el posicionament consecutiu dels dits d'un usuari i poder representar així objectes en 3D, a la pantalla de treball. En conseqüència, la tècnica de seguiment de dits és utilitzada com a eina de la computadora, actuen d'aquesta forma com a perifèric extern de l'ordinador, de la mateixa manera que ho és el teclat i el ratolí.

## Introducció
El sistema de seguiment de dits es fonamenta en la interacció dades – usuari; on aquest últim interacciona amb les dades virtuals, manipulant directament a través dels dits la volumetria de l'objecte 3D que es vol representar. Aquest sistema va néixer arran de la important problemàtica d'interaccionació entre l'ésser humà i la computadora. Amb la finalitat de facilitar la comunicació entre ambdós i utilitzar gestos o moviments de mans més intuïtius, s'han creat sistemes de seguiment de dits. Aquest sistema rastreja a temps real la
posició 3D i 2D de l'orientació dels dits de cada marcador i aprofita els moviments intuïtius gestos i mans per interaccionar.

## Tipus de seguiment
Existeix un ampli ventall de possibilitats d'implementació per la tècnica de seguiment de dits. Ja que són moltes les tesis realitzades en aquest àmbit, per aquest motiu, amb l'objectiu de fer una partició global. Podríem segmentar aquesta tècnica en seguiment de dits amb interfície i sense interfície. En aquesta última, es fa una estimació seqüencial de la imatge detecten així la part de la mà de la resta.
Mentre que la primera, per dur a terme l'esmentat sistema es necessita un dispositiu extern mitigador, utilitzat com eina, per executar les diferents instruccions.

### Seguiment amb interfície
En aquest sistema s'utilitza la captura de moviment sigui la interfície que sigui, es realitza el seguiment de la ubicació dels marcadors o patró en l'espai 3D, de forma única y etiqueta cada marcador d'acord amb la posició dels dits de l'usuari. Les coordenades 3D de les etiquetes dels marcadors es produeixen a temps real junt amb altres aplicacions.

#### Marcadors
Alguns sistemes òptics com el Vicon, són capaços de capturar el moviment de la mà través dels marcadors. A cada mà s'ha de disposar d'un marcador per dit operatiu. Tres càmeres d'alta resolució s'encarreguen de captar cada marcador i mesurar les seves posicions, això es produirà empre que la càmera els pugui veure. Els marcadors visuals, també coneguts com a anells o braçalets, s'utilitzen per reconèixer en 3D els gestos de l'usuari. A més a més, com la seva classificació indica, aquests anells actuen d'interfície de pantalla en 2D.

##### Oclusió com a mètode d'interacció
A l'oclusió visual, és un mètode molt intuïtiu per proporcionar un visionat molt real de la informació virtual en tres dimensions. Les interfícies tangibles proporcionen tècniques molt naturals d'interacció 3D sobre la base de 6 DOF.

##### Funcionament dels marcadors
Els marcadors es guien a través dels punts d'interacció, que acostumen a estar predefinits i que coneixem les seves regions. Per tant, no és necessari seguir cada marcador tot el temps, els multi-punters poden ser tractats de la mateixa manera que quan hi ha un únic punter en funcionament. Per detectar aquests punters, a través d'una interacció, es pot dur a terme activant sensors d'infrarojos i ultrasons. El fet que variïs punters siguin tractats com un de sol, ens solvatarà problemes que es podrien donar a la pràctica. Problemes com, estar exposades a condicions de mala il·luminació, desenfocaments del moviment, deformació del mateix marcador o oclusions, etc. El sistema permet seguir l'objecte correctament, inclús si algun dels marcadors no és visible. A més a més, com les relacions especials de tots els marcadors són conegudes, les postures dels marcadors que no són visibles, es poden calcular utilitzant els marcadors que són reconeguts. Existeixen diversos mètodes de detecció de marcadors: mètode del marcador límit o de frontera i el mètode del marcador.
- Tècnica de Homer combina la selecció del raig amb la manipulació directa: se selecciona un objecte, i després la seva posició i orientació es manipulen com si estigués connectada directament a la mà.
- Tècnica Conner presenten un conjunt de widgets 3D que permeten la interacció indirecta amb els objectes virtuals a través d'un widget virtual que actua com a mediador.

#### Mà
És una tècnica interessant des del punt de vista que és més simple i menys costosa que la de marcadors, ja que requereix una sola càmera. Per altra banda, aquesta senzillesa comporta menys precisió que la tècnica anterior. Proporciona una nova base de noves interaccions en el modelat, el control de l'animació i la realitat augmentada. S'utilitza un guant compost per una varietat de colors, assignats segons les posicions dels dits. Aquest joc de colors està limitat pel sistema de visió de l'ordinador, i en funció de la captura i posició del color del pegat, coneix quina és la posició de la mà.

### Seguiment sense interfície
A efectes de percepció visual, les mans i cames es poden modelar com els mecanismes articulats, sistema de cossos rígids connectats entre si per les articulacions amb un o més graus de llibertat. Aquest model pot ser aplicat a una escala reduïda per descriure el moviment de la mà, i una escala més àmplia per descriure el moviment del cos sencer. El moviment d'un dit determinat, per exemple, pot ser reconegut des dels seus angles comuns, independentment de la postura del palmell en relació amb la càmera.
Gran part dels sistemes de seguiment tracten un model basat en el problema de l'estimació seqüencial: donada una seqüència d'imatges i un model de canvi, estimem la configuració de 3D a mà en cada fotograma. Totes les configuracions de mans possibles està representades per vectors en un espai d'estats que codifica la postura del palmell (sis DOF rotació i traducció) i els angles d'articulacions dels dits. Cada configuració de la mà genera un conjunt d'imatges mitjançant la detecció dels límits de l'oclusió dels vincles dels dits. L'estimació de cada imatge es calculen troben el vector d'estat que millor s'adapta a les característiques mesurades.
Les articulacions dels dits tenen com afegit 21 estats més que el moviment del cos rígid del palmell de la mà, això vol dir que s'incrementa el cost computacional de l'estimació. La tècnica consisteix a etiquetar cada articulació del dit en enllaços i es pren un cilindre de forma. Realitzem els eixos a cadascuna de les articulacions i la bisectriu d'aquest eix, és la projecció de l'articulació. Per tant, s'utilitza 3 DOF, perquè només hi ha 3 graus de moviment.
En aquest cas, passa el mateix que en l'anterior tipologia, ja que existeix una gran varietat de tesis d'implementació respecte a aquest tema. Així doncs, els passos o el tractament de la tècnica és diferent segons l'objectiu i les necessitats de la persona que va a utilitzar aquesta tècnica. De totes maneres, podríem afirmar que de manera molt general i en la majoria de sistemes, s'han de dur a terme els següents passos: 
- Subtracció de fons: convolució de totes les imatges capturades, amb un filtre de Gauss 5x5. Posteriorment s'escala per reduir els píxels amb soroll.
- Segmentació de pell: aplicació de màscara binaria on es representen amb un color blanc, els píxels que pertanyen a la mà i en negre a la resta.
- Regió d'extracció: detecció de la mà dreta i/o Esquerra a partir de la comparació d'ambdues mans.
- Extracció de característiques: localització de la punta del dit i detectar si es tracta de pics o valls. Amb la finalitat de classificar els punts, ja sigui com a pics o valls, es converteixen en vectors 3D, anomenats pseudovectors en el pla xy y després calcular el producte creuat. Si el senyal de la z component del producte creuat és positiva, considerem que el punt és un pic, en el cas que el producte creuat fos negatiu, serà una vall.
- Punts i reconeixement de gestos: Segons els punts de referència visibles (punta del dit) se li associa el seu gest determinat.
- Posició estimada: procediment que consisteix a identificar la posició de les mans mitjançant algoritmes de càlcul de distàncies entre posicions.

## Aplicació
Definitivament, els sistemes de seguiment de dits són utilitzats per representar, una realitat virtual. No obstant la seva aplicació ha sigut destinada al modelat 3D en l'àmbit professional, a empreses i projectes bolcats directament en aquesta causa. Així doncs, en comptades ocasions, els dits sistemes s'han utilitzat en aplicacions de consum a causa del seu elevat preu i complexitat. En qualsevol cas, l'objectiu principal és facilitar la tasca d'executar ordres amb l'ordinador mitjançant el llenguatge natural o interaccionacions gestuals.
L'objectiu és aconseguir que tant màquines com ordinadors siguin molt més fàcils d'utilitzar si existeix la possibilitat d'operar mitjançant el llenguatge natural o interaccions gestuals. Així doncs, l'aplicació principal d'aquesta tècnica treu el màxim profit en el disseny i animació 3D. Ja que molts programes que es troben actualment en el mercat relacionats amb aquest àmbit (per exemple Maya, 3d StudioMax) utilitzen aquest tipus d'eines de treball. El motiu de tot això és a causa del fet que els permeten un control de les instruccions que volem executar mol més precís i senzill. En definitiva és molt ampli el ventall de possibilitats que ofereix aquesta tecnologia, però sens dubte la d'esculpir, construir i modelar en 3D a temps és una de les més importants.